# Mario Kasun
Marion Kasun (* 5. April 1980 in Vinkovci, SR Kroatien) ist ein ehemaliger kroatischer Basketballspieler. Kasun wurde 2004 mit den Opel Skyliners Frankfurt deutscher Meister und gewann mit seinen jeweiligen Mannschaften die nationalen Pokalwettbewerbe in Spanien 2007, der Türkei 2009 und in seiner kroatischen Heimat 2011.

## Spielerlaufbahn
Kasun begann erst spät, im Alter von 14 Jahren, mit dem Basketball. Ob seiner Größe und seines Talents spielte er bereits als 17-Jähriger in der 2. kroatischen Liga beim Verein aus Velika Gorica. Im Jahr darauf unterschrieb er beim Erstligisten KK Zrinjevac aus der Hauptstadt Zagreb einen Vertrag bis 2007. Die in diesem Vertrag festgeschriebene Ablösesumme behinderte ihn bei seinem Wechsel in die US-amerikanische Collegeliga NCAA. Bei der Hochschulmannschaft Bulldogs der Gonzaga University schaffte er auch den Aufnahmetest für ausländische Studenten nicht, weshalb er für die NCAA nicht zugelassen wurde und an keinem Pflichtspiel teilnahm. Auch sein späterer Verein RheinEnergie Cologne konnte sich nicht mit Zagreb über die Ablösesumme einigen, so dass er in der Saison 2001/2002 zu keinem einzigen Einsatz in der BBL kam. Im Jahr darauf wechselte er zu den Opel Skyliners Frankfurt, mit denen er 2004 die Deutsche Meisterschaft gewann und am BBL All-Star Game 2004 teilnahm. Kasun erzielte im Meisterschaftsspieljahr in 42 Bundesliga-Einsätzen im Schnitt 9,8 Punkte sowie 7,1 Rebounds je Begegnung.
Im Jahr 2002 wurde er im NBA-Draftverfahren an insgesamt 41. Stelle von den Los Angeles Clippers ausgewählt, die die Rechte an ihm sofort an die Orlando Magic weitergaben. Zur Saison 2004/2005 erhielt er einen Vertrag in Orlando. Er stand dort im Schatten von Dwight Howard und kam dort nie über die Rolle eines Ergänzungsspielers heraus (72 NBA-Spiele: 2,7 Punkte, 2,6 Rebounds/Spiel), so dass er ein Angebot des AXA FC Barcelona annahm. 2007 gewann er mit Barcelona den spanischen Pokalwettbewerb Copa del Rey. In der Liga ACB wurde er von Barcelona in 30 Partien eingesetzt, in welchen er im Durchschnitt 4,9 Punkte sowie 2,1 Rebounds erreichte.
Von 2008 bis 2010 spielte Kasun für den türkischen Spitzenklub Efes Pilsen Istanbul, um ab der Saison 2010/11 in die Heimat nach Zagreb zu KK Zagabria zurückzukehren. Nach zwei Spielzeiten wechselte er 2012 zum italienischen Serienmeister Montepaschi aus Siena. Bereits am Jahresende beendete man den Vertrag, da Kasun in seine kroatische Heimat zurückkehren wollte. Anschließend war Kasun erst wieder in der Saison 2013/14 beim Verein al-Wasl in Dubai in den Vereinigten Arabischen Emirate aktiv. Zur Saison 2014/15 kehrte er nach Europa zurück und unterschrieb einen Vertrag in der bulgarischen Hauptstadt Sofia bei Lewski, das als bulgarischer Double-Gewinner und Sieger der Balkan League (BIBL) 2014 erstmals an der ABA-Liga teilnahm.

### Nationalmannschaft
Kasun war kroatischer Jugend-Nationalspieler, 1998 nahm er an der Junioren-Europameisterschaft teil. Mit Kroatiens Herrennationalmannschaft trat er bei den Europameisterschaften 2005, 2007 und 2009 an. Seine besten Werte erreichte er beim EM-Turnier 2007 mit 13,5 Punkten sowie 6 Rebounds je Begegnung.